# Хурс, Иван Кузьмич
Иван Кузьмич Хурс (29 сентября 1922, Клетное, Игуменский уезд — 28 декабря 2002, Москва) — советский военачальник. Начальник Разведывательного управления Главного штаба ВМФ СССР — заместитель начальника Главного штаба ВМФ по разведке (1979—1987), вице-адмирал.

## Биография
Иван Кузьмич Хурс родился 29 сентября 1922 года в деревне Клетное (ныне — Дубровского сельсовета Пуховичского района Минской области).
После окончания школы поступил в педагогическое училище. Однако, окончив два курса, решил связать свою жизнь с морем. В 1939 году поступил и в 1942 году окончил высшее военно-морское училище имени М. В. Фрунзе.
После окончания училища служил на Черноморском флоте в должности командира катера, а затем — дивизионного артиллериста. Участвовал в войне с Японией. В 1946 году назначен начальником штаба, затем — командиром дивизиона тральщиков Тихоокеанского флота.
В 1951 году окончил отделение разведки Высших академических курсов; с 1952 года — офицер, старший офицер, начальник управления разведки ВМФ СССР. В 1959 году он окончил Военно-морскую академию. В 1963—1971 и 1973—1978 годах — заместитель начальника разведки ВМФ, в 1971—1973 годах — начальник разведки Черноморского флота. В 1979—1987 годах — начальник Разведывательного управления Главного штаба ВМФ СССР — заместитель начальника Главного штаба ВМФ по разведке. На этом посту он сменил вице-адмирала Юрия Васильевича Иванова.
С 1987 года вице-адмирал Хурс Иван Кузьмич в отставке.
Умер в Москве 28 декабря 2002 года, похоронен на кладбище Ракитки, участок  14.
Награждён орденами Красного Знамени, Отечественной войны I и II ст., четырьмя орденами Красной Звезды, орденом «За службу в Вооружённых силах СССР» III ст., медалями.
Лауреат Государственной премии, вице-адмирал Хурс Иван Кузьмич внёс большой вклад в развитие постоянно действующей системы разведки ВМФ, создание разведывательных кораблей нового поколения, специальных систем.

## Память
14 ноября 2013 года на судостроительном заводе «Северная верфь» заложено первое серийное судно связи проекта 18280, которому приказом Главнокомандующего ВМФ России присвоено имя «Иван Хурс». Спущено на воду 16 мая 2017 года, вошло в состав Черноморского флота ВМФ России.